# Aksemagterne
Aksemagterne, af deltagerne også kaldet Rom–Berlin–Tokyo-aksen, var en militær alliance, der kæmpede under 2. Verdenskrig mod De Allierede. Aksemagterne var overordnet enige om deres modstand mod De Allierede, men koordinerede aldrig nævneværdigt deres aktiviteter, herunder militære operationer, indbyrdes. Eksempelvis blev Molotov-Ribbentrop-pagten underskrevet d. 23. august 1939, hvilket muliggjorde, at Sovjetunionen kunne frigive tropper fra deres vestlige til østlige front, hvor den sovjetisk-japanske grænsekonflikt udspillede sig. Omvendt blev den sovjetisk-japanske neutralitetspagt indgået d. 13. april 1941, blot to måneder inden Nazi-Tyskland igangsatte Operation Barbarossa.
Navnet "aksemagterne" (Achsenmächte) er afledt af det tyske ord Achse i betydningen "akse".

## Aksemagternes medlemmer

### Ledende
De tre ledende aksemagter, som refererede til sig selv som, Rom, Berlin og Tokyo aksen, var:
- Tyskland
- Kejserriget Japan
- Kongeriget Italien

### Vasaller
Andre mindre betydende medlemmer:
- Ungarn
- Rumænien
- Kroatien
- Bulgarien
- Slovakiet
- Spanien
- Finland
- Thailand

## Alliancens ophør
Italien udgik af alliancen ved landets kapitulation i september 1943. Ved Nazi-Tysklands betingelsesløse kapitulation i maj 1945 var blot Japan tilbage. Japan kapitulerede betingelsesløst den 15. august 1945, hvorved anden verdenskrig ophørte og aksemagternes nederlag definitivt.